# Českomoravská asociace podnikatelek a manažerek
Českomoravská asociace podnikatelek a manažerek (ČMAPM) je dobrovolný profesní spolek, který vznikl v roce 1995. Asociace sdružuje ženy podnikatelky a manažerky prostřednictvím regionálních klubů napříč Českou republikou. Do roku 2016 byla prezidentkou Ing. Olga Girstlová, poté Ing. Kateřina Haring. V prosinci 2022 byla novou prezidentkou asociace zvolena Ludmila Klimešová.

## Historie
Českomoravská asociace podnikatelek a manažerek vznikla v roce 1995, původně jako Asociace podnikatelek a manažerek, v Praze. Její zakladatelkou a předsedkyní se stala doc. Ing. Miloslava Umlaufová, CSc. Za jejího předsednictví se asociace rozšířila i do Brna, kde pobočku založila doc. RNDr. Anna Putnová, PhD. Význam brněnské pobočky postupně rostl a v době předsednictví Ing. Olgy Girstlové změnila Asociace podnikatelek a manažerek název a vedení asociace se přesunulo do Brna.[zdroj?]
V lednu roku 2000 se uskutečnila první mezinárodní konference, již asociace pořádala, pod názvem „Žena – tvůrčí osobnost třetího tisíciletí“. Zúčastnilo se jí na 130 podnikatelek a manažerek z oblasti malého a středního podnikání.[zdroj?] První ročník konference byl spojen s vyhlášením soutěže Vynikající podnikatelka České republiky roku 1999. Z šestice finalistek si nejvyšší ocenění odnesla Eva Štěpánková, majitelka kosmetické firmy Ryor s.r.o., která se v následujícím roce stala druhou českou nositelkou titulu Vedoucí podnikatelka světa a to po Olze Girstlové. Od té doby se konference „Žena – tvůrčí osobnost třetího tisíciletí“ konala ještě osmkrát – dvakrát v Praze a dále v Brně, Bratislavě, New Yorku, Keni, Benátkách a St. Peterburgu.[zdroj?]
V roce 2016 organizovala ČMAPM mezinárodní konferenci FCEM v Praze, která proběhla pod záštitou Ministerstva zahraničí, Ministerstva průmyslu a obchodu a Ministerstva pro místní rozvoj. Zasedání členek FCEM bylo zaměřeno na vytvoření reprezentativního prostředí pro podnikatelky a manažerky z celého světa.

## Členství
Členství v asociaci je otevřeno ženám podnikatelkám i společnostem všech velikostí. V roce 2020 asociace sdružovala 160 podnikatelek a měla 8 regionálních klubů – RK Praha, RK Brno, RK Olomouc, RK Ostrava, RK Nový Jičín, RK Svitavy, RK Bruntál a RK Zlín. Regionálním klubům předsedají předsedkyně, kterými jsou: RK Praha – Ing. Olga Girstlová, Rk Brno – Ludmila Klimešová, RK Ostrava – Ing. Renáta Valerie Nešporek, RK Nový Jičín – Lidmila Kramolišová, RK Bruntál – Hana Cupáková, RK Zlín – Jana Volná, RK Olomouc – RNDr. Hana Bláhová, RK Svitavy – Věra Kaderková.

## Aktivity
Asociace se snaží pomáhat členkám naplňovat jejich profesní cíle a poskytovat výměnu zkušeností mezi podnikatelkami a manažerkami. Pořádány jsou partnerské akce s dalšími ženskými organizacemi v Česku i v zahraničí, setkání profesionálního rozvoje, společenská setkání a další. Součástí programu asociace jsou akce umožňující networking. Kromě ostatního pomáhá asociace členkám čerpat výhody ze spojení se světovým sdružením podnikatelek FCEM (Femmes Chefs d‘Entreprises Mondiales).
K příležitosti 25. výročí svého založení připravila ČMAPM konferenci v Senátu s názvem Síla ženy v kontextu měnící se doby 21. století, která byla kvůli epidemiologickým opatřením přesunuta na jaro 2021. Místo toho proběhla online konference Jak ven z nepřehledné doby aneb ženský vs. mužský pohled, na které vystoupili např. Kamil Čermák, Olga Girstlová, Anna Putnová, Simona Kijonková nebo Magda Vašáryová.[zdroj?]

## Projekty
Asociace se podílí na projektech:
- Forbes Ideal Place Women's Growclub – Projekt vytvořený ve spolupráci Forbes Ideal Place a ČMAPM pro majitelky nejen malých a středních firem.
- Youth Laser Coaching – Primárním účelem programu je aktivovat ty nejlepší vlastnosti, které již máte. Jedná se o krátká 45minutová koučování, která se zaměřují na jeden cíl. Krátká setkání jsou perfektní pro hledání způsobů jak odblokovat vzorce myšlení, které sabotují Váš každodenní život, práci nebo podnikání.
- Veuve Clicquot Dinner with Conference – Projekt ve spolupráci Veuve Clicquot a ČMAPM, který spojuje podnikatelky z ČR i ze zahraničí. Uskutečňuje se 3x do roka, vždy na aktuální zajímavé téma.
- Choose WOMEN[5] – Celosvětová kampaň, která upozorňuje na chudobu žen a má za úkol podpořit ženy, které podnikají, poskytují služby či vyrábějí zboží. Kampaň probíhala online na sociálních sítích v od roku 2020.[6] Ambasadorkou projektu pro celou ČR je Ing. Kateřina Haring.
- Ženy 50+ – Projekt zaměřený na sebevzdělávání a profesní i osobnostní rozvoj žen ve věkové skupině 50+.
- Next Generation – Projekt zaměřený na podporu mladých talentů, na správné předávání osobních byznysových zkušeností a hodnot dětem.
- Podcast Podnikatelka[7] – Série podcastů prezidentky Kateřiny Haring s podnikatelkami a manažerkami na portále Info.cz
- Rosteme společně – Série seminářů zaměřených na ženy, které se chtějí vzdělávat a dozvědět se o možnostech profesního i osobního růstu.